# Владимировская
Владимировская — станица в Красносулинском районе Ростовской области.
Административный центр Владимировского сельского поселения.

## География

### Улицы
| - ул. Богдана Хмельницкого, - ул. Заречная, - ул. Калинина, - ул. Колхозная, - ул. Ленина, | - ул. Мира, - ул. Набережная, - ул. Октябрьская, - ул. Пионерская, - ул. Почтовая, | - ул. Советская, - ул. Степная, - ул. Шевченко, - ул. Школьная, - ул. Юбилейная. |

## История
Административно входила в состав Черкасского округа области Войска Донского.
В 1923—1924 годах — райцентр Владимирского района Шахтинского округа Донецкой губернии (УССР); с 1924 года — Шахтинского (Шахтинско-Донецкого) округа Юго-Восточного края (РСФСР).

## Население
| 2010 |
| ---- |
| 1108 |

## Достопримечательности
Успенская церковь станицы Владимировской представляет собой как религиозную, так и историческую ценность. Это был первый православный храм, построенный на Сулинской земле. Церковь была открыта в 1830 году.
До Успенской церкви в станице был Успенский молитвенный дом. Молитвенный дом в слободе Новоивановка (в настоящее время станица Владимировская) был построен на средства и прихожан и супруги подполковника Марии Ивановны Бобриковой. Здание церкви была из дерева, фундамент был каменный, в храме не было колокольни, колокола подвешивали на столбы.
В 1874 году в станице стали строить новый храм, сруб предыдущего в 1877 году был продан в хутор Свинарев, Усть-Белокалитвенская станица, за 3001 рубль. В том же году строительство нового храма было завершено на стердства казака Степана Шевырева. Перед смертью казак на постройку храма завещал около 18 тыс. рублей. Новый храм был деревянный, фундамент каменный, однопрестольная, стоимость её составляла 18500 рублей.
Штат Успенской церкви состоял из священника, дьякона и псаломщика. Отдельной земли у храма не было, но причт использовал участки по 10 десятин каждый (священник имел — 2, дьякон — 1,5, псаломщик — 1 пай). Священник и его семья жили в церковном деревянном доме, с кровлей из листового металла, а дьякон жил в съёмной квартире. Псаломщик жил в собственном доме.
Владимирскому приходу не полагалось отдельного материального обеспечения и главным его источником стала плата за отправление обрядов и аренда земельных участков. Прихожане оплаивали услуги как деньгами, так и в натуральной форме (хлебом). В 1904 году доход составлял 1200 рублей, плюс 400 мер хлебом. Кроме этого ряд неизвестных благодетелей дали на нужды церкви 1600 рублей.
С 1830 года в церкви велась метрическая книга.
Раньше рядом с храмом проходил Московско-Кавказский тракт, который связывал столицы Российской империи с Доном, Кубанью и Кавказом, возле церкви был постоялый двор для отдыха путников. В свое время в нём останавливались поэт А. С. Пушкин и два царя: Николай I и Александр II, которые посещали Успенский храм.
Казаки с почтением относились к церкви. На их деньги было закуплено всё нужное храму. Престольный праздник Успения был станичным праздником. Приход Успенского храма был крупнейшим в округе. В нём было 3,5 тысячи прихожан.
В церкви местные жители крестили детей, венчали супружеские пары, отпевали покойных. В церковь приходили жители соседних хуторов и сёл. В конце XIX — начале XX века в приходе Успенской церкви были организованы и функционировали на деньги Донской епархии и прихожан три церковно-приходских школы: Владимировская, Прохоровско-Кундрюченская, Калиновско-Осиповская.
Успенский храм был закрыт в 1920-е годы и использовался под склад. В период немецкой оккупации в 1942 году храм возобновил работу и снова был закрыт в 1950-е годы во время религиозных гонений. Храм был переоборудован в сельский дом культуры, который находится этом же в здании и по настоящее время.